# Swiss Runners
Swiss Runners ist ein Verein von Schweizer Laufveranstaltern.
Der Verein wurde 1994 gegründet. Zu den Zielen gehören die Förderung des Laufsports, Pflege von Qualitätsstandards, Durchsetzung von Fairness und Wettkampfreglementen. Zudem wird gemeinsames Marketing und Werbung betrieben, unter anderem mit dem Magazin Swiss Runners, das einmal jährlich in einer Auflage von 120'000 Exemplaren erscheint.
Die Geschäftsstelle befindet sich in Luzern, Präsident ist Reto Schorno.

## Mitglieder
Swiss Runners gehören die Veranstalter folgende Laufveranstaltungen an:
- Swiss Snow Walk & Run Arosa
- Reusslauf
- Kerzerslauf
- Zürich-Marathon
- Luzerner Stadtlauf
- Grand Prix von Bern
- Auffahrtslauf
- 20km Lausanne
- Harmony Geneve Marathon
- Schweizer Frauenlauf
- Bieler Lauftage
- Aletsch-Halbmarathon
- Swiss Alpine Marathon
- Jungfrau-Marathon
- Greifenseelauf
- Stralugano
- Murtenlauf
- Hallwilerseelauf
- Swiss City Marathon Lucerne
- Lausanne-Marathon
- Corrida Bulloise
- Basler Stadtlauf
- Course de l’Escalade
- Zürcher Silvesterlauf

## Weblink
- Offizielle Website